# Senegalmanat
Senegalmanat (Trichechus senegalensis) är en art i familjen manater som tillhör ordningen sirendjur (Sirenia). Arten är den enda manaten som lever vid Afrikas kust och i afrikanska vattendrag.

## Kännetecken
Liksom alla andra sirendjur har arten en avrundad och robust kropp, främre extremiteter som är ombildade till fenor och inga bakre extremiteter, i stället har senegalmanaten en avrundad stjärtfena. Djuret har ett litet huvud med en kraftig fyrkantig nos som bär ett större antal morrhår. Den övre läppen är tvådelade och båda delar kan röras oberoende av varandra. Ögonen och hörselöppningarna är små, yttre öron saknas. Allmänt har senegalmanaten och lamantinen (Trichechus manatus) likadant utseende, skillnader finns bara i detaljer av skallens konstruktion.

## Utbredning och habitat
Senegalmanater lever främst i flodens mynningar, i mangroveskogar, i träskmarker och i floder. Längs Nigerfloden når den ändå fram till Mali som ligger 2 000 kilometer från havskusten. Vid den afrikanska kusten sträcker sig utbredningsområdet från Senegal till Angola. Bland floder där senegalmanaten förekommer kan nämnas Senegalfloden, Gambiafloden, Volta, Nigerfloden, Benue och nedre delen av Kongofloden samt floder som mynnar i Tchadsjön. Levnadsområdet ligger nästan alltid i vattenansamlingar som har en temperatur högre än 18 °C. Hur mycket de vistas i havet är omstritt.

## Levnadssätt
Det är inte mycket känt om artens levnadssätt men det antas att den har liknande beteende som lamantinen. Liksom alla andra sirendjur vistas den uteslutande i vattnet då den saknar förmåga att krypa på land. Individerna lever antingen ensamma eller i grupper med mellan fyra och sex medlemmar. De uppvisar inget särskilt socialt beteende. Bara kon och hennes kalv lever tillsammans under längre tid.
Senegalmanaten är växtätare som livnär sig av vattenväxter och växtdelar som hamnar i vattnet. På grund av växternas ringa närvärde måste den äta stora mängder. Enligt uppskattningar äter djuret över 20 kilogram föda per dag eller 8 000 kilogram per år.
Det antas att honorna kan para sig hela året. Dräktigheten varar mellan tolv och tretton månader. Ungdjuret föds med stjärten framåt och efter en kort tid kan ungen simma. Livslängden uppskattas vara 30 år.

## Hot
Senegalmanaten är den enda arten av sirendjur som det aldrig bedrivits organiserad jakt på, men den jagas i vissa regioner av lokalbefolkningen för köttets och skinnets skull. Ibland dödas arten av fiskare som menar att senegalmanaten tar fiskar från deras nät. Detta beteende är visserligen dokumenterat för andra manater men inte för senegalmanat.
Internationella naturvårdsunionen anger i sin rödlista att arten är sårbar.